# 懷特霍爾冰川
72°43′S 169°25′E / 72.717°S 169.417°E
懷特霍爾冰川是南極洲的冰川，位於維多利亞地的博克格雷溫克海岸，終點在丹尼爾半島和勝利山脈東南部之間，由新西蘭的探險隊命名。